# Особняк Дукмасової (Новочеркаськ)
Будинок Є. Дукмасової (рос. Дом Е. Дукмасовой) — пам'ятник архітектури і об'єкт культурної спадщини регіонального значення, який розташовується по вулиці Просвіти, буд. 123, у місті Новочеркаську Ростовської області (Росія). Охороняється законом згідно з Постановою № 325 від 17 грудня 1992 року.

## Історія
Цей будинок був побудований на початку XX століття. У той час власницею будинку була Є. Дукмасова. Про неї в історичних джерелах не збереглося детальної інформації. Дослідники при вивченні будинку, прийшли до висновку, що будівля є якісним збереженим зразком такого архітектурного стилю, як червоноцегляний модерн. По всьому периметру вулиці збереглися будинки, які містять незвичайні архітектурні елементи того часу.

## Опіс
Фасад будинку декорований мінімальною кількістю елементів. Над входом в будинок розташовується арочний мотив, по боках вхід оточують напівколони. Цей же арочний мотив присутній і в підковоподібних наличниках вікон, у фронтонах лучкової форми. Навіс зроблений з металу. Двері — дерев'яні, різьблена. 
З 1992 року, згідно з Постановою № 325 від 17 грудня, будинок визнаний пам'ятником архітектури і об'єктом культурної спадщини.

## Галерея

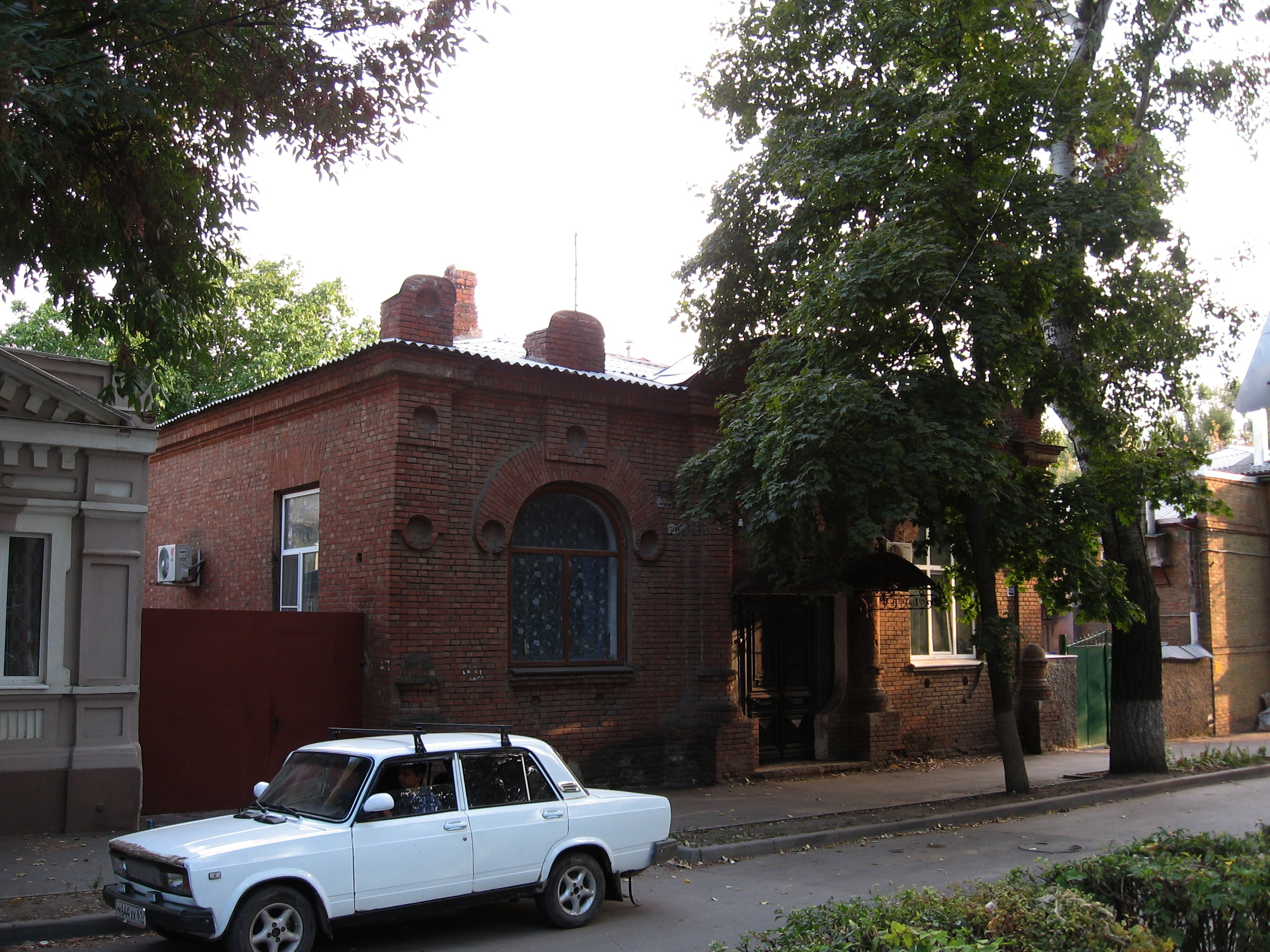
Фасад будинку
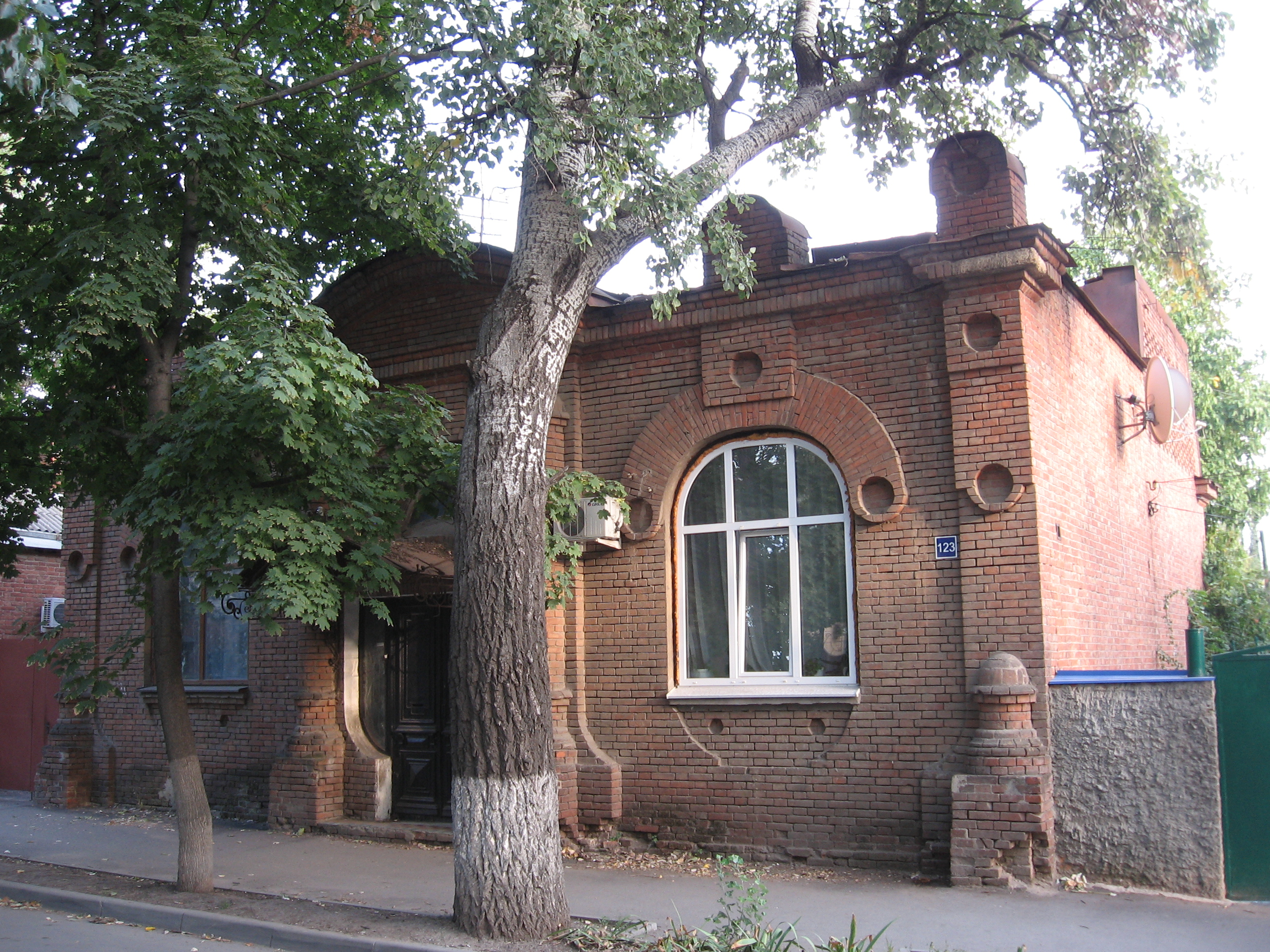
Будинок - пам'ятка архітектури Новочеркаська